# The Pieces Don’t Fit Anymore
The Pieces Don’t Fit Anymore – ballada soft rockowa brytyjskiego wokalisty Jamesa Morrisona, pochodząca z jego debiutanckiego albumu Undiscovered. Utwór wydano 18 grudnia 2006 roku jako trzeci singiel.
Piosenka pojawiła się w drugim odcinku czwartego sezonu serialu Życie na fali.

## Listy utworów
1. „The Pieces Don’t Fit Anymore”
2. „Don’t Close Your Eyes”

## Pozycje na listach
| Lista przebojów (2006) | Najwyższa pozycja |
| ---------------------- | ----------------- |
| Dania Top 40           | 30                |
| UK Singles Chart       | 30                |